# صبر کن! لوک! گوش کن!
صبر کن! لوک! گوش کن! (انگلیسی: Stop! Luke! Listen!) یک فیلم کمدی صامت کوتاه به کارگردانی هال روچ است که در سال ۱۹۱۷ منتشر شد.

## بازیگران
- هارولد لوید
- اسناب پالرد
- ببه دنیلز
- باد جیمیسون
- سمی بروکس
- چارلز استیونسون
- گیلبرت پرت
- گاس لئونارد
- ماری موسکینی
- مارگارت جاسلین